# Peñón de Vélez de la Gomera
Peñón de Vélez de la Gomera (lett. promontorio o rocca di Vélez de la Gomera), in italiano desueto anche Pegnon di Velez della Gomera, è una piccola penisola rocciosa situata sulla costa mediterranea del Marocco, appartenente politicamente alla Spagna.
Insieme ad altri territori spagnoli sulla costa del Nord Africa, è considerata una plaza de soberanía (piazza, posto di sovranità) ed è dipendente, a livello amministrativo, dalla città autonoma di Melilla. Analogamente alle altre plazas de soberanía spagnole in Nordafrica, è rivendicata dal Marocco.

## Geografia
Con una estensione di 19000 m², e situata a circa 117 km a sudest di Ceuta, la maggiore exclave spagnola del Nord Africa, il pegnon di Velez della Gomera era in origine un'isola, fino a che nel 1930 (o nel 1934, a seconda delle fonti) gli apporti del fiume Bades e una forte scossa sismica favorirono la formazione di un istmo sabbioso, largo al minimo 85 metri, che la collegò permanentemente alla costa marocchina, costituendo di fatto il confine terrestre più corto tra i due Stati, nonché il confine tra due paesi sovrani più corto del mondo. La penisola non ospita insediamenti urbani, ma una roccaforte (Peñón) con una guarnigione militare di circa 60 soldati.

## Storia
Storicamente l'isola divenne proprietà della Spagna nel 1508, a seguito di una vittoriosa campagna militare condotta dal conte Pedro Navarro contro un gruppo di pirati che la controllavano. Fu occupata successivamente dal Marocco nel 1522, ma fu riconquistata definitivamente alla Spagna nel 1564, da García Álvarez de Toledo, viceré di Catalogna.
Il toponimo trae origine dalle parole "Hades" (il nome - deformato in Vélez dagli spagnoli - di un fiume nelle vicinanze, alla cui foce sorgeva l'omonimo insediamento berbero) e "Ghomara" (divenuto "Gomera" in spagnolo), il nome della tribù berbera che abitava la regione.